# Homalomena melanesica
Homalomena melanesica är en kallaväxtart som beskrevs av Alistair Hay. Homalomena melanesica ingår i släktet Homalomena och familjen kallaväxter. Inga underarter finns listade.